# OOPS!
『OOPS!』（ウップス）は、チェッカーズの8枚目のオリジナル・アルバム。1990年8月8日、ポニーキャニオンよりリリース。2004年3月17日、CDが再発。

## 概要
前作『Seven Heaven』から1年ぶりのアルバム。タイトル「OOPS!」に込められた意味としては、メンバーが発売当時の取材で「Oを二つ重ねると8に見える」（本作が8枚目のアルバム）ことから名づけたと話している。
当時のクラブシーンで流行っていた「ハウスミュージック」を大胆に取り入れたアルバム。そのため、それまでのバンドサウンドとは大きく異なり、コンピュータによる打ち込みにてアレンジを構築した作品となっている。
本作品には、「OOPS!」というInstrumental楽曲が「OOPS!・X」（1曲目「ACID RAIN」の前）・「OOPS!・Y」（5曲目「Gold Rush」の後）・「OOPS!・Z」（9曲目「Kiss」の後）と3分割され収録されており、この3曲をつなげると「OOPS!」という1曲になる（作曲：武内・大土井・尚之・徳永の共作）。

## 収録曲
| 全作詞: 藤井郁弥（※特記以外）、全編曲: THE CHECKERS FAM.（※特記以外）。 |                                                                                 |                        |            |      |
| #                                                                       | タイトル                                                                        | 作詞                   | 作曲       | 時間 |
| 1.                                                                      | 「ACID RAIN (OOPS!・X)」(※作詞: 武内享・藤井郁弥 / 編曲: 富樫春生&THE CHECKERS) | 藤井郁弥 （※特記以外） | 大土井裕二 | 4:51 |
| 2.                                                                      | 「See you yesterday (OOPS!・X)」                                                | 藤井郁弥 （※特記以外） | 武内享     | 4:45 |
| 3.                                                                      | 「M-3 (OOPS!・X)」                                                              | 藤井郁弥 （※特記以外） | 大土井裕二 | 4:57 |
| 4.                                                                      | 「危険なNo.5 (OOPS!・X)」                                                       | 藤井郁弥 （※特記以外） | 鶴久政治   | 5:08 |
| 5.                                                                      | 「Gold Rush (OOPS!・X)」                                                        | 藤井郁弥 （※特記以外） | 大土井裕二 | 5:49 |
| 6.                                                                      | 「One more glass of Red wine (OOPS!・Y)」                                       | 藤井郁弥 （※特記以外） | 鶴久政治   | 3:53 |
| 7.                                                                      | 「100Vのペンギン (OOPS!・Y)」(編曲: THE CHECKERS)                               | 藤井郁弥 （※特記以外） | 藤井尚之   | 6:45 |
| 8.                                                                      | 「Call Up Paper (OOPS!・Y)」(編曲: 門倉聡&THE CHECKERS)                         | 藤井郁弥 （※特記以外） | 鶴久政治   | 5:21 |
| 9.                                                                      | 「Kiss (OOPS!・Y)」(編曲: 門倉聡&THE CHECKERS)                                  | 藤井郁弥 （※特記以外） | 鶴久政治   | 6:42 |
| 10.                                                                     | 「一週間の悪夢 (OOPS!・Z)」(編曲: 富樫春生&THE CHECKERS)                        | 藤井郁弥 （※特記以外） | 武内享     | 4:43 |
| 11.                                                                     | 「眠れるように (OOPS!・Z)」                                                     | 藤井郁弥 （※特記以外） | 藤井尚之   | 4:45 |
| 12.                                                                     | 「初恋 (OOPS!・Z)」                                                             | 藤井郁弥 （※特記以外） | 藤井郁弥   | 2:25 |
| 合計時間:                                                               | 合計時間:                                                                       | 合計時間:              | 60:04      |      |

### 楽曲解説
1. ACID RAIN
2. See you yesterday
  - 「See you yesterday」とは、「一昨日来やがれ」という意味。次曲「M-3」とトラックが連続している「メドレー」形式で収録されている。
3. M-3
4. 危険なNo.5
  - 「No.5」とは、香水の「シャネルNo.5」のこと。
5. Gold Rush
  - 高杢のリードボーカル曲。
6. One more glass of Red wine
7. 100Vのペンギン
  - 「100Vのペンギン」とは「日本人」のこと。
  - 23枚目のシングル「夜明けのブレス」と本曲が23枚目のシングル表題曲の候補になった。
8. Call Up Paper
  - 鶴久のリードボーカル。
  - 「Call Up Paper」とは、「召集令状」のこと。
9. Kiss
10. 一週間の悪夢
11. 眠れるように
12. 初恋
  - 編曲者表記なし